# Ichneumon signatus
Ichneumon signatus är en stekelart som beskrevs av Geoffroy 1785. Ichneumon signatus ingår i släktet Ichneumon och familjen brokparasitsteklar. Inga underarter finns listade i Catalogue of Life.